# Nina (serie de televisión)
Nina es una serie de televisión ecuatoriana creada en el año 2015 que fue transmitida en el año 2018 por el canal Teleamazonas, marcando el último proyecto de la empresa productora Orbeluna Producciones antes de su disolución en noviembre de 2015 y marcando también el retiro temporalmente de los actores cómicos David Reinoso y Flor María Palomeque tras haber sido sancionados por la Superintendencia de Comunicación tras las denuncias contra los programas de humor La pareja feliz y Vivos hasta su regreso a la televisión ecuatoriana de ambos actores en el año 2018.
Protagonizada por David Reinoso y Flor María Palomeque, junto a Dante Morales y Yarixa Romero en los protagónicos juveniles, con las participaciones antagónicas de Katty García, Jaime Roca y Fabiola Véliz. Cuenta además con las actuaciones estelares de Jorge Tenorio, Álex Vizuete y Cecilia Cascante.
Las grabaciones iniciaron en abril de 2015 y finalizaron en octubre de 2015 con 60 capítulos en su primera temporada.

## Historia
La historia es la de un padre que pierde a su esposa tras caer en la trampa de una antigua novia. Y en la lucha por recuperar a su familia decide transformarse en una veterana ‘señora’, presentarse disfrazado ante su mujer y ofrecerle el servicio de empleada doméstica.

## Elenco
- David Reinoso - Gino "Coco" Caputti / Nina Cabrera
- Flor María Palomeque - Lucia ex de Caputti
- Katty García - Julieta Cortez
- Dante Morales - Gino "Ginito" Caputti
- Yarixa Romero - Gisella "Gisellita" Caputti
- Jaime Roca - Don Marvin Cajamarca
- Fabiola Veliz - Yurisleidy De Alarcón Zambrano "Yuris"
- Fernando Arboleda - Chober
- Eduardo Tenorio - Stalin
- Álex Vizuete - Carlos "Charly"
- Cecilia Cascante - Sandra
- Emerson Morocho - El Chino
- Juan Carlos Román - Pedro García
- Eduardo Andrade - el mismo
- Montserrat Serra -La Mamá de Lucía y Suegra de Coco
- Fado Doja - Productor de televisión
- Enzo Pizarro

## EmpleHada
EmpleHada es el piloto oficial de la serie, con la misma sipnosis y elenco de actores, a diferencia de que algunos como Jaime Roca y otros actores tenían otros personajes a diferencia de su versión final.